# Barville (Eure)
Barville is een gemeente in het Franse departement Eure (regio Normandië) en telt 76 inwoners (2009). De plaats maakt deel uit van het arrondissement Bernay.

## Geografie
De oppervlakte van Barville bedraagt 2,7 km², de bevolkingsdichtheid is dus 28,1 inwoners per km².
De onderstaande kaart toont de ligging van Barville (Eure) met de belangrijkste infrastructuur en aangrenzende gemeenten.

## Demografie
Onderstaande figuur toont het verloop van het inwonertal (bron: INSEE-tellingen).

1. ↑  Populations de référence 2022.